# Dorfkirche Bristow

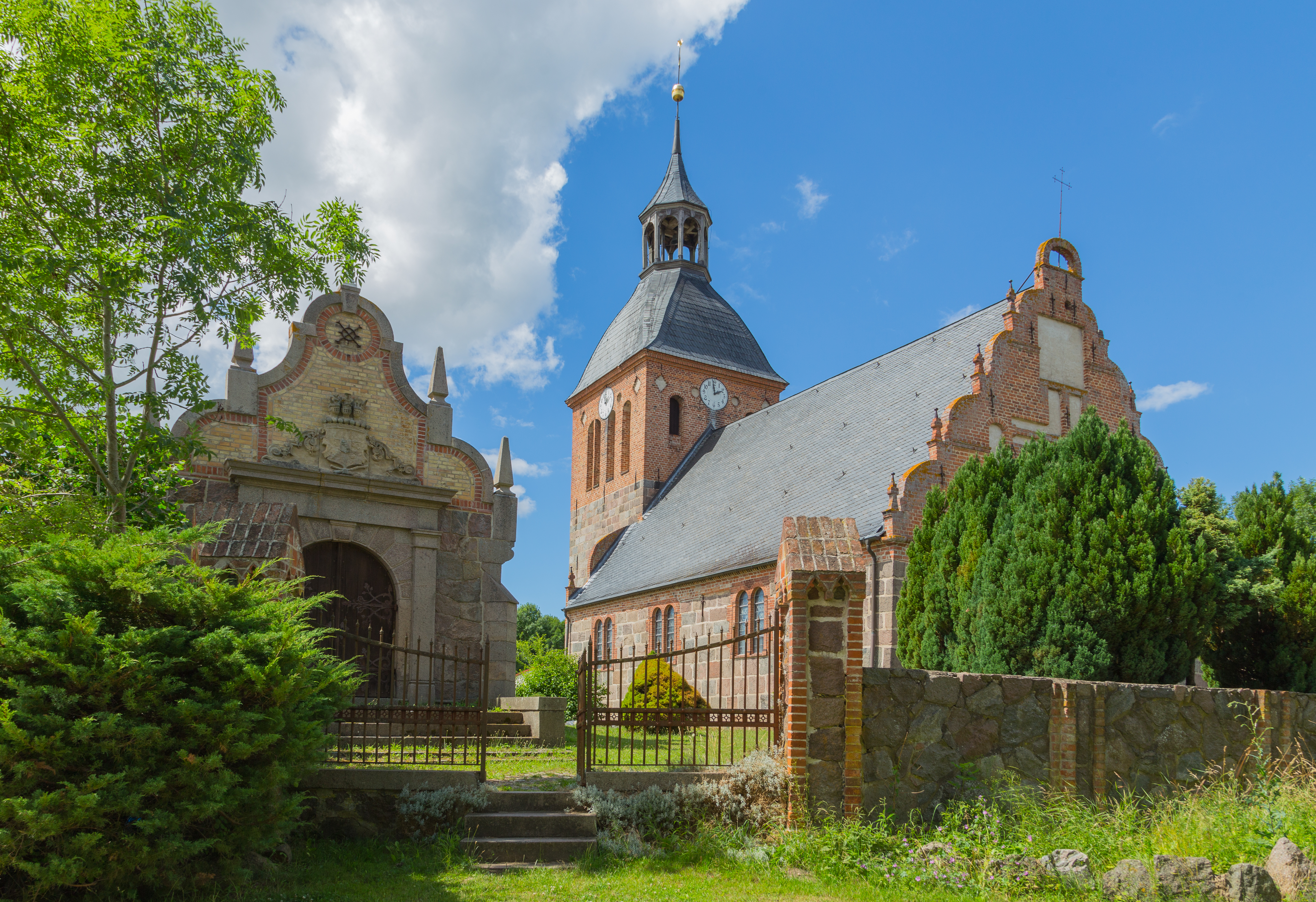
Dorfkirche in Bristow mit Bassewitz-Mausoleum (2022)

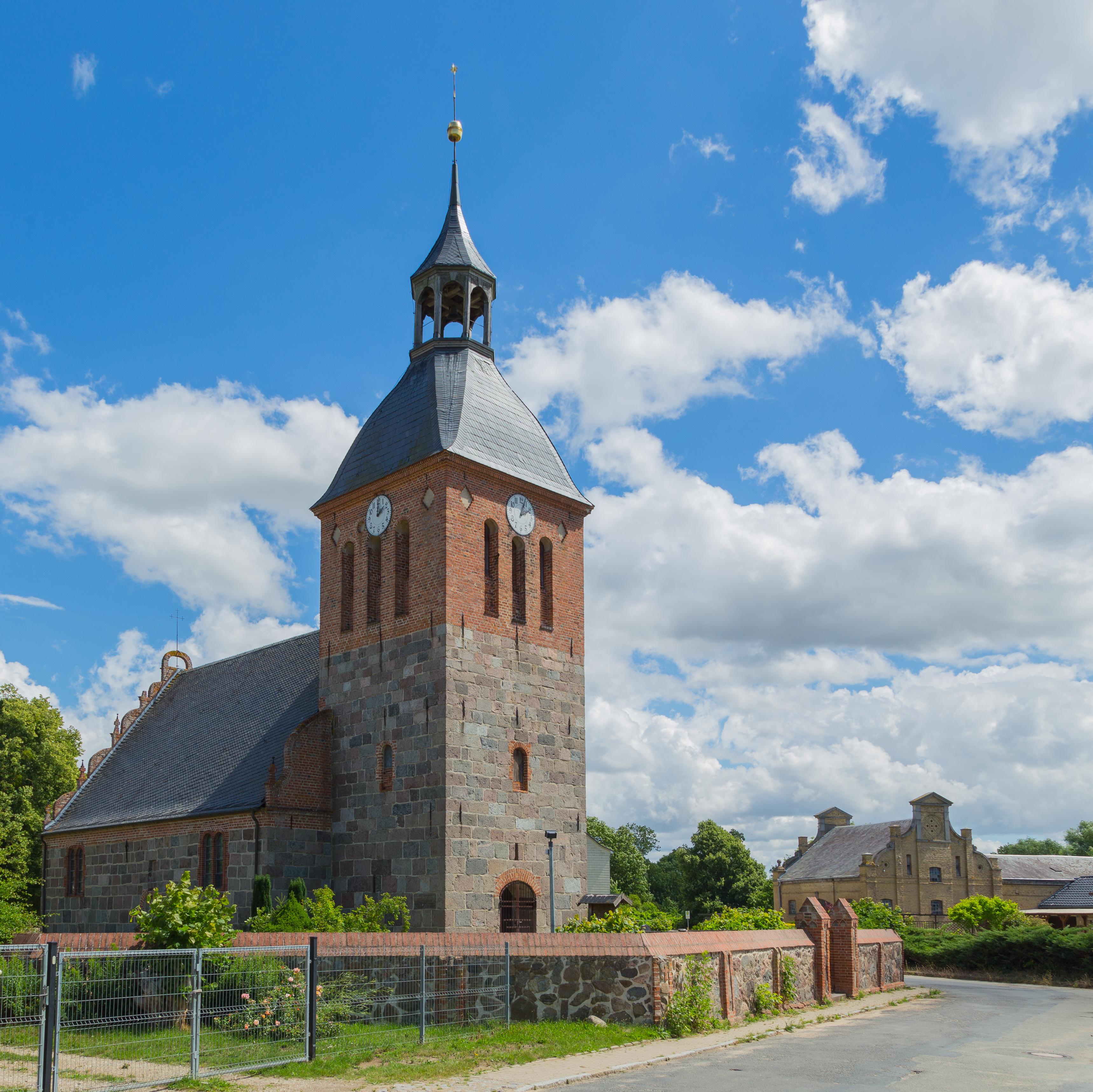
Dorfkirche (2022)

Die Dorfkirche in Bristow, einem Ortsteil von Schorssow im Landkreis Rostock in Mecklenburg-Vorpommern, gilt als älteste protestantische Dorfkirche Mecklenburgs. Die Kirche weist im Inneren noch zahlreiche schmuckvolle Ausstattungselemente im Stil der Renaissance auf. Die Kirchengemeinde gehört zur Propstei Rostock im Kirchenkreis Mecklenburg der Evangelisch-Lutherischen Kirche in Norddeutschland (Nordkirche).

## Geschichte
Die Kirche wurde in den 1590er Jahren von Werner von Hahn (1515–1593) aus dem Hause Basedow als schlichte Kapelle gestiftet und von seinem Sohn Hans Hahn (1558–1633) prunkvoll im Stil der Renaissance erweitert. Die Kirche ist ein von sauber behauenen Granitquadern aufgeführter eigenartiger schwerer Bau. Am Ostgiebel des platt abschneidenden Chors findet sich die Jahreszahl 1597. Im Jahre 1600 erfolgte die Berufung des ersten Pastors. Altar, Kanzel und Orgelempore sind noch original aus der Zeit um 1600. Eine Besonderheit der Ausstattung ist das in vier Kalksteintafeln gehauene Testament Werner Hahns, in dem unter anderem auch die Einkünfte der Pastoren festgelegt wurden. Nach dem Dreißigjährigen Krieg wurde die Kirche zur Filialkirche von Hohen Demzin, ab 1790 von Bülow.
Das aus Kirche, Friedhof und Bassewitz-Mausoleum bestehende Ensemble wurde erstmals 1856 renoviert. Damals wurde die Kirche neu gedeckt, der Friedhof wurde erweitert und erhielt eine neue Umfassungsmauer. 1876 erhielt die ursprünglich turmlose Kirche unter der Leitung des Schweriner Hofbaumeisters Georg Daniel ihren Westturm, dessen Untergeschoss gleichzeitig künftig auch (statt des älteren Nordportals) den Hauptzugang zur Kirche bildete. Im Zuge des Umbaus wurden auch der Fußboden, das Gestühl und die Fenster der Kirche erneuert.
Zu DDR-Zeiten fanden zwar bemühte kleinere, doch keine größeren Unterhaltungsmaßnahmen statt, so dass die Kirche 1989 wegen Einsturzgefahr gesperrt werden musste. Von 1992 bis 2000 fand schließlich eine umfassende Sanierung der Kirche und der nach dem Krieg zerstörten Orgel statt, die vor allem von der Deutschen Stiftung Denkmalschutz und der Rudolf-August Oetker-Stiftung getragen wurde.

## Ausstattung

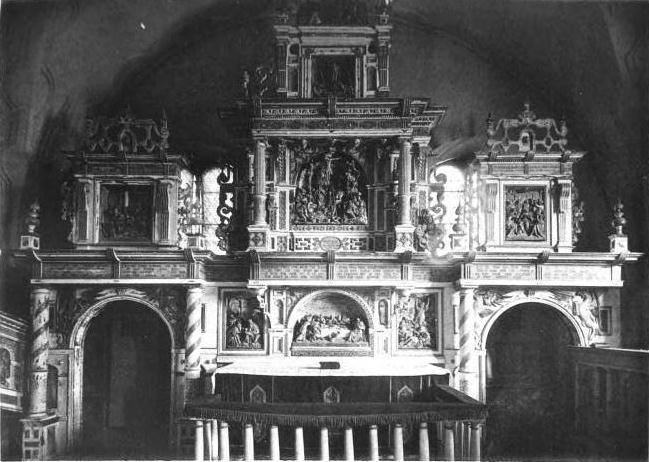
Altar; Aufnahme von 1902

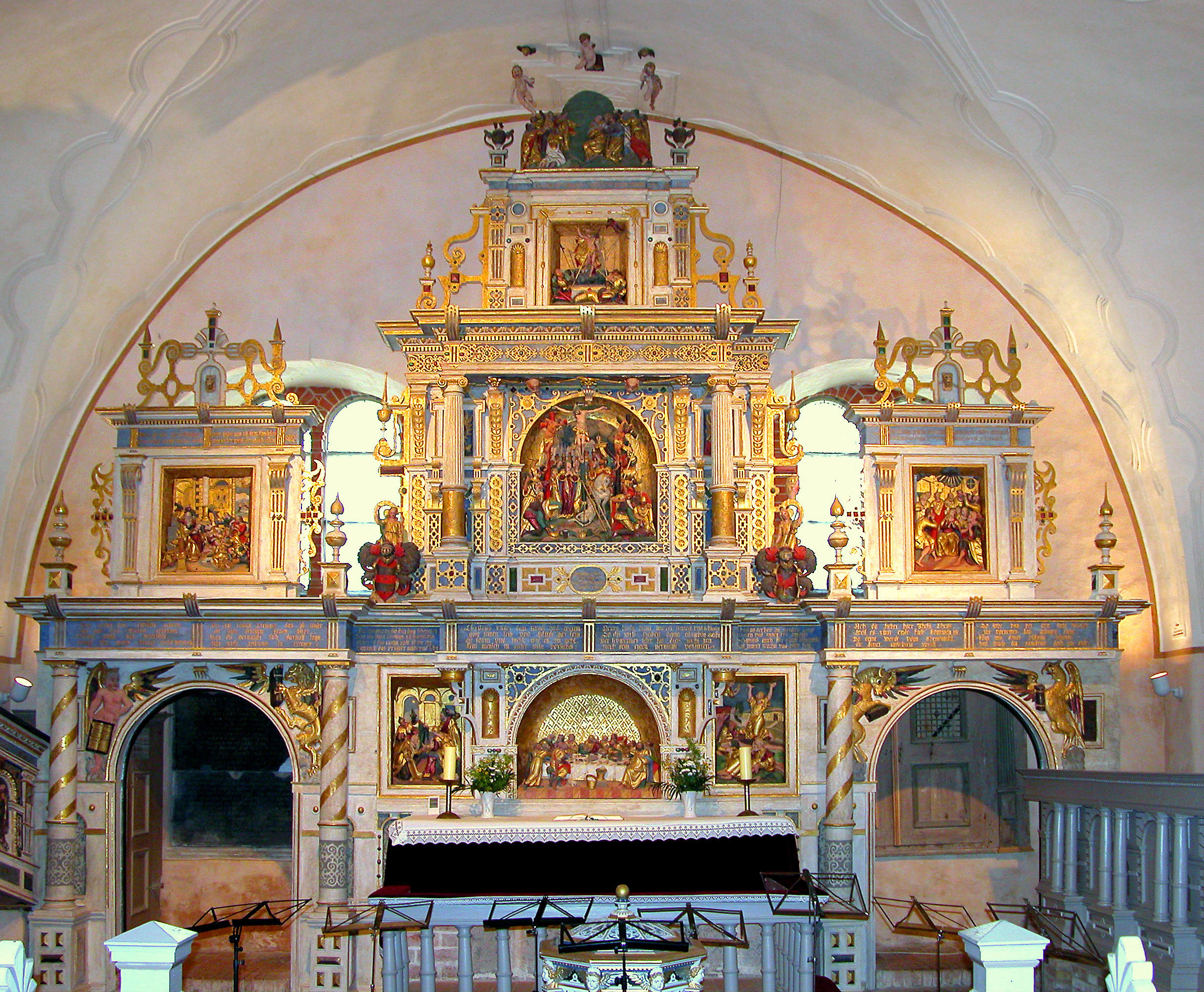
Altar, Aufnahme von 2003

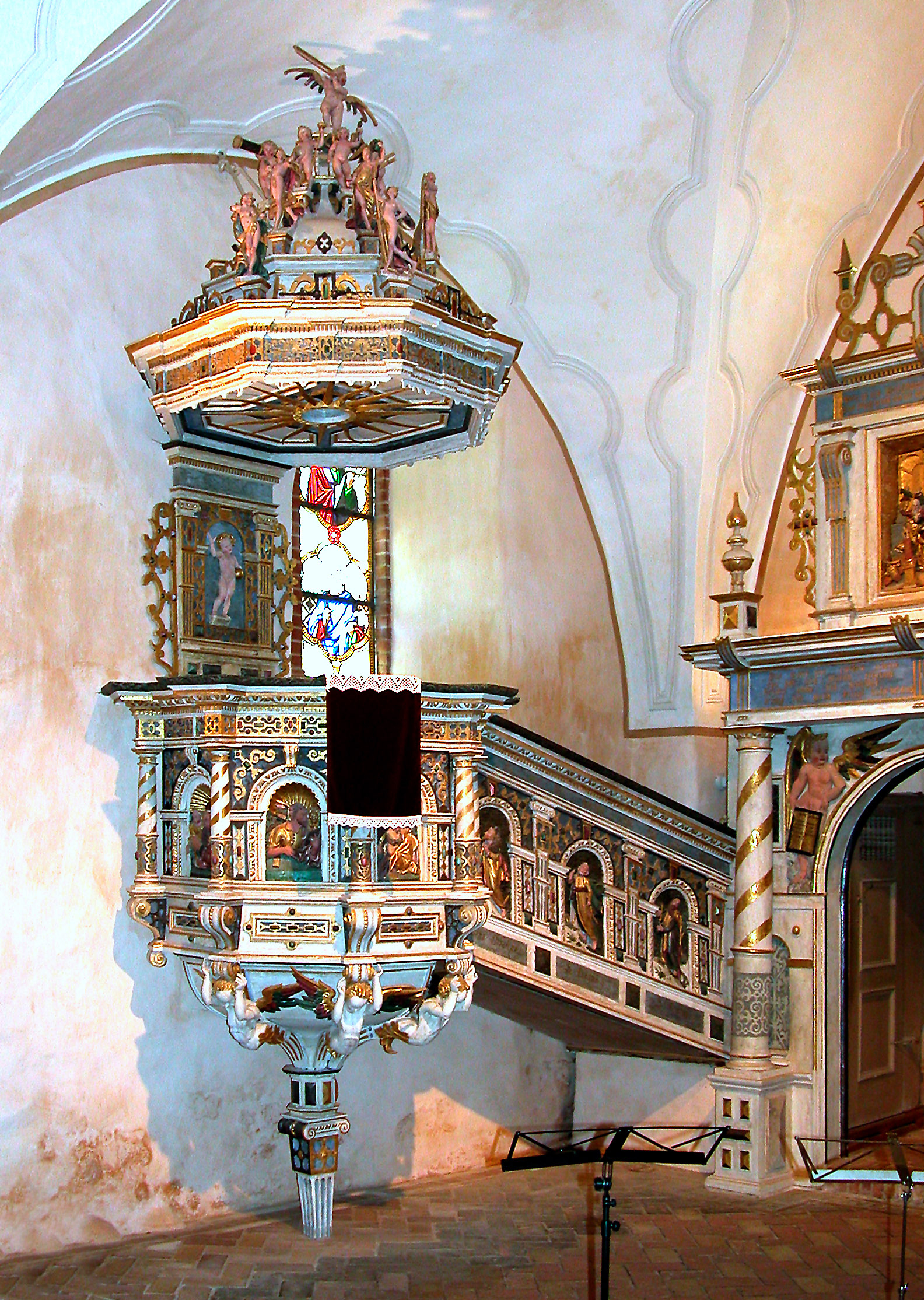
Kanzel

Der Altar der Kirche aus Kiefern- und Laubholz zeigt reiche Renaissance-Schnitzwerke in acht Hochreliefs: Christi Geburt (oberhalb des Durchganges auf der Nordseite), die Anbetung der Heiligen Drei Könige, Abendmahl und Christus am Ölberg (im unteren Mittelteil), Kreuzigung, Auferstehung und Himmelfahrt (alle drei im oberen Mittelteil) und abschließend die Ausgießung des Heiligen Geistes (oberhalb des Durchganges auf der Südseite). Die Zwickelfelder der Durchgänge schmücken die vier Evangelistensymbole; hinter den die Kreuzigung flankierenden ionischen Säulen stehen die Apostel Petrus und Paulus mit ihren Attributen Schlüssel und Schwert. Eine Anzahl von Vers-Inschriften beziehen sich auf die Skulpturen.
Nördlich an den Altar angelehnt und mit diesem architektonisch verbunden steht die Kanzel. An ihrem Aufgang sind Flachreliefs mit den Figuren von Jesus Christus und der Apostel Petrus und Paulus angebracht, am Kanzelkorb die Halbfiguren der vier Evangelisten, an der Kanzelrückwand das Christkind als Salvator Mundi, und auf dem Schalldeckel eine Anzahl Putti mit den Leidenswerkzeugen.
Der Baumeister und Altarkünstler der Kirchenerweiterung um 1600 ist unbekannt, die Ausstattung zeigt jedoch stilistische Einflüsse, die nach Prenzlau in die Uckermark oder in die Schule Ludwig Münstermanns in den Oldenburger Raum verweisen.
Die Orgelempore aus Kiefern- und Laubholz stammt aus dem Jahr 1601 und ist mit allegorischen Darstellungen der sieben freien Künste geschmückt. Die Orgel mit sechs Registern auf einem Manual und angehängtem Pedal wurde von Friedrich Friese aus Schwerin 1876 erbaut, nach dem Zweiten Weltkrieg zerstört und 1999/2000 durch Andreas Arnold aus Plau am See restauriert.
Das Testament des Werner Hahn von 1598 ist mit vergoldeten Buchstaben in vier Kalksteintafeln gehauen, darüber ist in selber Machart ein Nachruf auf Werner Hahn und seine Gemahlin Anna von der Lühe angebracht. In der Kirche befinden sich außerdem die Grabplatten von Hans Hahn und seiner ersten Frau Ilse von Arnim. Die steinerne Kreuzigungsgruppe an der südlichen Innenwand befand sich ursprünglich außen über dem alten nördlichen Haupteingang, wurde jedoch aus konservatorischen Gründen 1995 an ihren jetzigen Anbringungsort im Inneren versetzt.
Das Chorgestühl stammt noch aus der Zeit der Errichtung der Kirche. Die Glasfenster im Chor stammen aus dem 19. und 20. Jahrhundert und zeigen die vier Evangelisten sowie die Wappen der Bassewitzer und Bülower Familien. Ebenfalls aus dem 19. Jahrhundert stammen der Taufständer und das sonstige Gestühl.
Im Turm der Kirche sind zwei Glocken aufgehängt, die 1598 bei Claus Binke in Wismar gegossen wurden, eine dritte Glocke kam im Zweiten Weltkrieg abhanden. Die Turmuhr wurde 1910 eingebaut.